# Gold Medal
Gold Medal – nazwa szóstego albumu amerykańskiego zespołu The Donnas.

## Lista utworów
1. "I Don’t Want to Know (If You Don't Want Me)" – 3:47
2. "Friends Like Mine" – 3:38
3. "Don't Break Me Down" – 3:31
4. "Fall Behind Me" – 3:23
5. "Is That All You’ve Got for Me" – 3:00
6. "It's So Hard" – 2:20
7. "The Gold Medal" – 2:13
8. "Out of My Hands" – 2:47
9. "It Takes One to Know One" – 2:58
10. "Revolver" – 3:30
11. "Have You No Pride" – 5:25
12. "Fall Behind Me" (Video)

## Single
1. "Fall Behind Me"
2. "I Don’t Want to Know (If You Don't Want Me)"